# Kiev Olympic Ring Women Race
La Kiev Olimpic Ring Women Race es una carrera ciclista profesional femenina de un día que se realiza en el mes mayo en los alrededores del Anillo Olímpico de Kiev en la ciudad de Kiev en Ucrania.
La carrera fue creada en el año 2016 como competencia amateur y desde 2019 entró a formar parte del Calendario UCI Femenino bajo categoría 1.2 y hace parte de una serie de carreras en marco de la celebración del "Día de Kiev" que incluye carreras como la Chabany Race, Horizon Park Race masculina y femenina y la VR Women ITT.

## Palmarés
| Año                     | Ganador            | Segundo         | Tercero          |
| ----------------------- | ------------------ | --------------- | ---------------- |
| ediciones amateur       |                    |                 |                  |
| 2016                    | Tetyana Riabchenko | Iryna Semenova  | Hanna Solovéi    |
| 2017                    | Alžbeta Bačíková   | Taisa Naskovich | Maryna Ivaniuk   |
| 2018                    | Yevheniya Vysotska | Olga Shekel     | Lucie Záleská    |
| ediciones profesionales |                    |                 |                  |
| 2019                    | Hanna Tseraj       | Maryna Ivaniuk  | Oksana Kliachina |
| 2020                    |                    |                 |                  |

## Palmarés por países
| País        | Victorias |
| ----------- | --------- |
| Ucrania     | 2         |
| Eslovaquia  | 1         |
| Bielorrusia | 1         |